# Rafael Clavero
Rafael Clavero Prados (Córdoba, España, 10 de enero de 1977) es un exfutbolista español. Mide 1,75 m y pesa 67 kg, jugaba de lateral izquierdo. Se retiró en el Lucena Club de Futbol.

## Trayectoria
Se formó en las categorías inferiores del Seneca C.F. Es un jugador con una amplia trayectoria dentro del fútbol profesional, tras haber pasado por numerosos equipos. Su amplia experiencia tanto en Primera como en Segunda División ha hecho que sea un jugador enormemente importante en los equipos por los que ha pasado. 
Ha logrado varios ascensos a Primera División a lo largo de su carrera. Su trayectoria en Primera División se centra principalmente en el CA Osasuna con el que jugó la final de la Copa del Rey y con el que se clasificó para la Liga de Campeones de la UEFA.
Durante la temporada 2008-2009 logra ascender a Primera con el CD Tenerife.
La temporada 2009/2010 ficha por el FC Cartagena, equipo de la Segunda División con el que roza de nuevo el ascenso a Primera División, siendo Rafael gran partícipe de la gran campaña realizada por el club departamental, que logra estar 34 jornadas en ascenso a Primera División, perdiendo las opciones en la penúltima jornada.
Durante la campaña 2010/2011 el equipo vuelve a realizar una gran campaña con Clavero en sus filas, pero un bajón al final de temporada de juego y resultados impiden que el FC Cartagena luche por los play off de ascenso. Clavero finaliza su etapa en el FC Cartagena con 60 partidos disputados en dos temporadas.
Tras la temporada 2010/2011 el equipo decidió no renovarle y fichó por la S. D. Huesca, también de la Segunda División española.

## Clubes
Actualizado el 31 de agosto de 2011
| Club                  | País   | Año        |
| --------------------- | ------ | ---------- |
| Córdoba C. F.         | España | 1995-1998  |
| Montilla C. F.        | España | 1996-1998  |
| UD Mérida             | España | 1998-2000  |
| Real Madrid C         | España | 1999-2000  |
| CD Numancia           | España | 2000-2001  |
| Real Murcia           | España | 2001-2004  |
| CA Osasuna            | España | 2004-2006  |
| CD Tenerife           | España | 2006-2009  |
| FC Cartagena          | España | 2009- 2011 |
| S. D. Huesca          | España | 2011-2012  |
| Lucena Club de Fútbol | España | 2013-2014  |

- A falta de los partidos de la temporada 2008/2009